# Marian Grundboeck
Marian Grudboeck (ur. 8 lutego 1923 r. w Dębicy, zm. 9 maja 2010 r. w Puławach) – polski lekarz weterynarii, profesor doktor habilitowany nauk weterynaryjnych, specjalność patologia weterynaryjna, wieloletni kierownik Zakładu Patologii Komórki Państwowego Instytutu Weterynaryjnego w Puławach (obecnie Zakład Biochemii). Ukończył szkołę podstawową i gimnazjum w Dębicy. W latach 1936–1939 był wychowankiem Korpusu Kadetów w Rawiczu. W czasie II wojny światowej uczestniczył w pracy konspiracyjnej, był członkiem Szarych Szeregów, później żołnierzem Armii Krajowej. Od 1944 r. uczestniczył w walkach partyzanckich prowadzonych na Pogórzu Dębickim w ramach akcji „Burza”. Po zdaniu matury w Dębicy w latach 1946–1950 studiował na Wydziale Weterynaryjnym Uniwersytetu we Wrocławiu, w którym to Wrocławiu po uzyskaniu absolutorium został zatrudniony w Zakładzie Higieny Weterynaryjnej. W 1952 r. podjął pracę na stanowisku asystenta w Państwowym Instytucie Weterynaryjnym w Puławach, z którym związany był przez 41 lat do momentu przejścia na emeryturę. Pracując w Instytucie stworzył podstawy nowoczesnej patologii komórkowej aktywnie uczestnicząc w życiu naukowym i społecznym PIWET. Początkowo pracował w Dziale Eksperymentalnej Patologii i Terapii w Zakładzie Chorób Bydła, od 1955 r. w Zakładzie Anatomii Patologicznej, a od 1962 r. w Pracowni Patologii Komórkowej, będąc od 1963 r. jej kierownikiem. W 1960 r. uzyskał stopień doktora nauk weterynaryjnych, sześć lat później stopień doktora habilitowanego, w 1975 r. tytuł profesora nadzwyczajnego, a w 1985 r. tytuł profesora zwyczajnego.